# Metropolita Aleksy ze scenami z żywota
Metropolita Aleksy ze scenami z żywota (oryg. cerk. Митрополит Алексий с житием) – ikona powstała na początku XVI wieku. Jeden z ostatnich wizerunków napisanych przez ikonografa Dionizego, działającego w Moskwie oraz w regionie wołogodzkim.
Dionizy wykonał ikonę metropolity kijowskiego Aleksego (kanonizowanego 1431) w czasie prac nad dekoracją wewnętrzną soboru Zaśnięcia Matki Bożej w kompleksie Kremla moskiewskiego. Otrzymał wówczas szczególne zamówienie na wykonanie wizerunków świętych metropolitów kijowskich rezydujących w Moskwie – Aleksego i Piotra. Sam artysta zdecydował o wykonaniu obydwu ikon w formie ikon z żywotem – wizerunku czczonego świętego otoczonego przez serię klejm ze scenami z jego życia, w szczególności ukazujących jego cuda, nauczanie i śmierć.
Postać metropolity Aleksego zajmuje centralną część ikony. Duchowny został ukazany w szatach liturgicznych, w charakterystycznym białym kłobuku na głowie, w zielonym płaszczu metropolitów Moskwy. W lewej dłoni hierarcha trzyma Ewangeliarz, prawą zaś wznosi w geście błogosławieństwa. Duchowny został ukazany na złotym tle, z aureolą wokół głowy. Wyraz jego twarzy jest uroczysty, odrealniony, zgodnie z konwencją w zakresie ukazywania świętych w malarstwie ikonowym.
Inny charakter mają sceny z życia Aleksego, namalowane przez Dionizego w realistyczny sposób. Ukazują one kolejne epizody z opisanego przez hagiografów biografii metropolity od momentu jego narodzin, poprzez wstąpienie do monasteru, przyjęcie chirotonii biskupiej, przypisywane cuda (uzdrowienie żony chana Tajduły), nauczanie, założenie Monasteru Czudowskiego, spotkania z władcami Moskwy, wreszcie śmierć i pogrzeb Aleksego oraz odkrycie jego nierozłożonych relikwii. Kompozycja bocznych scen jest harmonijna, lecz namalowana przy użyciu wyrazistych barw (czerwień, zieleń); gesty przedstawionych postaci są stonowane i pełne dostojeństwa, lecz znacznie żywsze niż w przypadku większości ikon ruskich.